# Росткі (Венґровський повіт)
Росткі (пол. Rostki) — село в Польщі, у гміні Медзна Венґровського повіту Мазовецького воєводства.
Населення — 154 особи (2011).
У 1975-1998 роках село належало до Седлецького воєводства.

## Демографія
Демографічна структура станом на 31 березня 2011 року:
|          | Загалом | Допрацездатний вік | Працездатний вік | Постпрацездатний вік |
| -------- | ------- | ------------------ | ---------------- | -------------------- |
| Чоловіки | 77      | 9                  | 51               | 17                   |
| Жінки    | 77      | 20                 | 29               | 28                   |
| Разом    | 154     | 29                 | 80               | 45                   |